# La Cabeza de Béjar
La Cabeza de Béjar é um município da Espanha na província de Salamanca, comunidade autónoma de Castela e Leão, de área 13,91 km² com população de 99 habitantes (2007) e densidade populacional de 6,41 hab/km².

## Demografia
| Variação demográfica do município entre 1991 e 2004 | Variação demográfica do município entre 1991 e 2004 | Variação demográfica do município entre 1991 e 2004 | Variação demográfica do município entre 1991 e 2004 |
| --------------------------------------------------- | --------------------------------------------------- | --------------------------------------------------- | --------------------------------------------------- |
| 1991                                                | 1996                                                | 2001                                                | 2004                                                |
| 146                                                 | 121                                                 | 101                                                 | 89                                                  |